# ماریانا رودریگز کانتو
ماریانا رودریگز کانتو (به انگلیسی: Mariana Rodríguez Cantú؛ زادهٔ ۱۰ آگوست ۱۹۹۵) تاجر، اینفلوئنسر، مدل و سیاستمدار مکزیکی است که هم‌اکنون رئیس نهاد «آمارا نوئوو لئون» است. او همچنین مالک برند لوازم آرایشی «مار» است.
رودریگز مدرک کارشناسی خود را در رشته روانشناسی سازمانی از دانشگاه فناوری و آموزش عالی مونتری (ITESM) دریافت کرد و در سال ۲۰۱۹ برند «مار کازمتیکس» را تأسیس نمود که در زمینه تولید محصولات آرایشی فعالیت دارد. در سال ۲۰۲۱، پس از پیروزی همسرش، ساموئل گارسیا، در انتخابات فرمانداری نوئوو لئون، او به‌عنوان بانوی اول این ایالت و رئیس نهاد «آمارا نوئوو لئون» منصوب شد. در سال ۲۰۲۴، برای تصدی پست شهرداری مونتری نامزد شد، اما در انتخابات موفق نبود.

## ابتدای زندگی و تحصیلات
ماریانا رودریگز کانتو در ۱۰ اوت ۱۹۹۵ در شهر مونتری، ایالت نوئوو لئون، در خانواده خورخه جراردو رودریگز والدس و لوئیزا کانتو د رودریگز به دنیا آمد. او از کودکی فعالیت‌های حرفه‌ای خود را آغاز کرد و در نه‌سالگی به‌عنوان دستیار باله فعالیت می‌کرد. در پانزده‌سالگی، حرفه مدلینگ را در حوزه مد آغاز کرد. پس از اخذ مدرک کارشناسی در روانشناسی سازمانی از ITESM، هم‌اکنون در حال تحصیل در مقطع کارشناسی ارشد رشته مدیریت بازرگانی در همان دانشگاه است.

## حرفه
رودریگز فعالیت خود به‌عنوان اینفلوئنسر را در سال ۲۰۱۶ با تولید محتوا در پلتفرم‌های اسنپ‌چت و اینستاگرام آغاز کرد. تا سال ۲۰۱۷، او به انتشار محتوای مربوط به روتین‌های آرایشی بدون گفت‌وگو با دوربین روی آورد. مخاطبان او به‌طور مکرر درباره تکنیک‌ها و محصولات مورداستفاده‌اش پرس‌وجو می‌کردند که این امر او را به معرفی محصولات موردعلاقه‌اش ترغیب کرد. او پس از اعلام سفر خود به پورتو والارتا، دریافت حمایت مالی را آغاز کرد و برای هر داستان ۲۵۰ پزو، چهار استوری ۵۰۰ پزو و هر پست ۷۵۰ پزو دریافت می‌کرد. تا مه ۲۰۲۴، او حدود ۳٫۷ میلیون دنبال‌کننده در اینستاگرام، پلتفرم اصلی خود، داشت.
در ۴ اکتبر ۲۰۲۱، پس از ادای سوگند همسرش، ساموئل گارسیا، به‌عنوان فرماندار نوئوو لئون، رودریگز به‌عنوان بانوی اول این ایالت انتخاب شد و به‌عنوان رئیس نهاد «آمارا نوئوو لئون» به کابینه گارسیا پیوست. این نهاد برای هماهنگی، برنامه‌ریزی، مدیریت و اجرای برنامه‌های ویژه در حوزه مدیریت عمومی، ارائه خدمات مشاوره‌ای و پشتیبانی فنی به مقامات اجرایی و در صورت نیاز به شهرداری‌ها، و همچنین رسیدگی به امور رسانه‌ای، ارتباطات اجتماعی و روابط عمومی دولت ایالتی تأسیس شد.
در اواخر سال ۲۰۲۳، رودریگز به احتمال نامزدی برای یک پست انتخابی اشاره کرد و سپس اعلام نمود که برای تصدی پست شهرداری مونتری از سوی حزب جنبش شهروندان نامزد خواهد شد. او در ۶ مارس ۲۰۲۴ رسماً نامزدی خود را ثبت کرد، اما در انتخابات پیروز نشد.

## زندگی شخصی

### خانواده
رودریگز بزرگ‌ترین فرزند از میان سه خواهر و برادر به نام‌های خورخه و اوگنیا است. او از نوادگان چندین سیاستمدار برجسته مکزیکی از جمله ویویانو ال ویارئال (فرماندار نوئوو لئون در سال ۱۸۷۹)، اواریستو مادرو الیزوندو (فرماندار کوآهویلادر سال ۱۸۸۰) و گوستاوو مادرو، معاون فدرال (۱۹۱۲–۱۹۱۳) و برادر فرانسیسکو آی. مادرو، رئیس‌جمهور مکزیک، است.
در سال ۲۰۱۵، او در پورتو والارتا با ساموئل گارسیا، سیاستمدار و وکیل، آشنا شد و پس از برقراری رابطه عاطفی، این رابطه را رسمی کردند. این زوج در ۲۷ مارس ۲۰۲۰ در کلیسای جامع متروپولیتن مونتری ازدواج کردند. در آوریل ۲۰۲۰، اعلام کردند که در انتظار تولد فرزندشان هستند، اما یک ماه بعد، رودریگز دچار سقط جنین شد. در ۱۰ مارس ۲۰۲۳، اولین فرزند آن‌ها، دختری به نام ماریل، به دنیا آمد.

## پیوندهای خارجی
- ماریانا رودریگز کانتو در اینستاگرام